# Brygada Piechoty Karla Civalarta
Brygada Piechoty Karla Civalarta – jedna z dwupułkowych brygad w strukturze organizacyjnej wojska austriackiego w czasie wojny polsko-austriackiej w 1809.
Jej dowódcą był gen. hrabia Karl Leopold Civalart (1766-1855). Wchodziła w skład Dywizji Piechoty Ludwiga Ferdinanda von Mondeta.

## Skład w 1809
- 30 Pułk Piechoty – Karl Joseph Ligne (3 bataliony)
- 41 Pułk Piechoty – Friedrich Franz Georg Kottulinsky (3 bataliony)
- Bateria artylerii pieszej